# Scotophilus borbonicus
Scotophilus borbonicus — вид ссавців родини лиликових. 

## Проживання, поведінка
Країни поширення: Мадагаскар, Реюньйон. Цей вид вважається досить поширеним на початку 19 століття на Реюньйоні, проте він не був зареєстрований в 20 або 21-му столітті.

## Загрози та охорона
Загрози для цього виду не відомі.